# Titularbistum Isaura
Isaura ist ein Titularbistum der römisch-katholischen Kirche.
Es geht zurück auf ein ehemaliges Bistum in der antiken Stadt Isaura Nova in der römischen Provinz Pisidia bzw. Lycaonia in der südlichen Türkei. Es gehörte der Kirchenprovinz Iconium an.
| Titularbischöfe von Isaura |                      |                                |                   |                   |
| Nr.                        | Name                 | Amt                            | von               | bis               |
| 1                          | Josef Georg Németh   | Weihbischof in Csanád (Ungarn) | 16. Januar 1874   | 12. November 1916 |
| 2                          | Edward Daniel Howard | Weihbischof in Davenport (USA) | 23. Dezember 1923 | 30. April 1926    |